# 아실-CoA 탈수소효소
아실 -CoA 탈수소 효소(ACADs,Acyl-CoA dehydrogenases)는 세포의 미토콘드리아에서 지방산 β- 산화의 각주기에서 초기 단계를 촉매하는 기능을하는 효소 부류이다. 이들 작용은 아실 -CoA 티오에스테르 기질의 C2(α)와 C3(β) 사이에 트랜스 이중결합을 도입시킨다. 플라빈 아데닌 디뉴클레오타이드(FAD)는 효소가 기능하기 위해 활성부위 글루타메이트의 존재 외에 필요한 보조 인자이다.

## 같이 보기
- 에노일-CoA 수화효소
- 3-하이드록시아실-CoA 탈수소효소